# John Pelham (8e comte de Chichester)
Pour les articles homonymes, voir Pelham.
John Buxton Pelham, 8e comte de Chichester (12 juin 1912 - 21 février 1944), est militaire, diplomate et pair héréditaire britannique.

## Biographie

### Jeunesse
Il est le quatrième, dernier enfant et deuxième fils, de Jocelyn Pelham 6e comte de Chichester, capitaine dans le 5e bataillon du Royal Sussex Regiment (en) durant la Première Guerre mondiale. 
Son père Jocelyn Pelham 6e comte de Chichester meurt d'une pneumonie à l'âge de 55 ans en novembre 1926, et son frère aîné Francis Pelham, 7e comte de Chichester, âgé de 21 ans, devient comte de Chichester avant de mourir de cette même pneumonie huit jours plus tard. Le titre revient alors à John Pelham, qui a alors 14 ans. Il hérite du manoir de Bevendean et des terres agricoles attenantes, dans le Sussex de l'Est dans le sud-est de l'Angleterre. Il est éduqué à l'école préparatoire West Downs à Winchester puis au Collège d'Eton et enfin à Trinity College,,.

### Vie adulte

#### Carrière
Il intègre le service diplomatique et est attaché honorifique à l'ambassade britannique à Varsovie en 1931, puis à l'ambassade britannique à Washington en 1933. En 1934 il est fait secrétaire privé honorifique auprès de Sir Francis Floud, haut-commissaire du Royaume-Uni au Canada. En 1939 il est nommé secrétaire adjoint et attaché de presse à l'ambassade du Royaume-Uni à La Haye. En juin 1933 il atteint sa majorité et obtient le droit de siéger comme pair héréditaire à la Chambre des lords,.
Sa formation de jeune diplomate est interrompue par la Seconde Guerre mondiale. Il intègre le régiment d'infanterie des Scots Guards, où il est fait capitaine. Il meurt en service dans un accident de la route en février 1944, à l'âge de 31 ans, et est inhumé dans le cimetière de l'église du village de Stanmer, dans le Sussex. Il est l'un des cinquante-six parlementaires britanniques morts à la Seconde Guerre mondiale et commémorés par un vitrail au palais de Westminster. 

#### Succession
Son fils né posthume devient John Pelham, 9e comte de Chichester à sa naissance en avril 1944. L'impôt sur les successions dû à la mort du 8e comte amène la famille à vendre le manoir de Bevendean et son domaine foncier, ainsi que les terres près de Lewes appartenant à la famille Pelham depuis la fin du XIIIe siècle ou le début du XIVe siècle,,,.

## Famille
Il épouse, le 27 mars 1940, Ursula von Pannwitz (1911-1989), fille de Walter von Pannwitz et de Catalina Carolina Friedericke Georgine Roth. Ils ont deux enfants :
- Lady Georgiana Jocelyn Pelham (née le 7 juin 1942) épouse Helios Alberto Caranci, dont descendance ;
- John Pelham, 9e comte de Chichester (né le 14 avril 1944) épouse June Marijke Wells, dont descendance.

## Distinctions

### Décorations
- 1939-45 Star (1944)
- Médaille du jubilé d'argent de George V (6 mai 1935)
- Médaille du couronnement du roi George VI (12 mai 1937)